# Autographa obscura
Autographa obscura là một loài bướm đêm trong họ Noctuidae.